# Dansmusik från Halmstad
Dansmusik från Halmstad är ett album inspelad live i Skellefteå Folkets Park 1993 med Nickers (före detta Lill-Nickes). På inspelningen medverkar, Lars Johnsson: sång, saxofon och klaviatur, Dan Larsson: bas och dragspel, Ove Olander: trummor och sång, Michael Sandberg: gitarr och sång, Jörgen Elonsson:steelguitar, elgitarr och bas.

## Låtlista
1. Bara en dröm (Bert Månson)
2. Säg okey, Marie (Tommy Gunnarsson/Elisabeth Lord)
3. I cant stop loving you (Don Gibson)
4. Inga mörka moln (Rose-Marie Stråhle)